# Escalante River
Der Escalante River ist ein etwa 145 km langer Nebenfluss des Colorado River im Süden des US-Bundesstaats Utah. Er entspringt im Westen des Garfield County, fließt bei Escalante durch den Dixie National Forest, danach nach Osten durch das Grand Staircase-Escalante National Monument, bis er in den Colorado River mündet.